# Lichterfeld-Schacksdorf
Lichterfeld-Schacksdorf là một đô thị thuộc huyện Elbe-Elster, bang Brandenburg, Đức. Đô thị Lichterfeld-Schacksdorf có diện tích 40,78 km², dân số thời điểm 31 tháng 12 năm 2006 là 1193 người.